# Suri-dong
Suri-dong (koreanska: 수리동) är en stadsdel i staden Gunpo i provinsen Gyeonggi i Sydkorea, 24 km söder om huvudstaden Seoul.